# Temesvár–Arad-vasútvonal
A Temesvár–Arad-vasútvonal vasútvonal Romániában, Temesvár-Északi pályaudvar és Arad között.

## Története

### Rekonstrukciók és fejlesztések az uniós csatlakozás után
2022 szeptemberében a CFR Infrastructură két szakaszra osztva odaítélte a vonal korszerűsítés kivitelezési munkáit. Az egyik az Arad és a Ronaț Triaj teherpályaudvar közötti 56 km-es szakasz kétvágányúvá átépítését foglalja magába, melyet követően a személyszállító vonatok 160, a tehervonatok pedig 120 km/h sebességgel közlekedhetnek majd. Ennek érdekében átalakítják az íveket, új híd épül a Maroson, valamint hat meglévő hidat és kilenc állomást, ill. megállóhelyet korszerűsítenek. A korszerűsítés a kb. 7 km hosszú Glogovác–Maros-híd-vasútvonalra is kiterjed. A munkát az olasz Webuild S.p.A. és a szintén olasz Salcef S.p.A. alkotta konzorcium 42 hónapos határidővel, 448 millió euróért vállalta. 
A másik szakasz a Temesvár-Keleti pályaudvar (Timișoara Est) és a Ronaț Triaj teherpályaudvar közötti, 13,86 kilométeres szakaszra terjed ki. Itt is kétvágányúsítják a pályát, és hét állomást, köztük Temesvár-Északi pályaudvart (Timişoara Nord) korszerűsítik. Ezt a kivitelező konzorcium 295 millió euróért végzi el. A projektet az Európai Unió támogatásával, a Nemzeti Helyreállítási és Ellenállási Terv (PNRR) keretében finanszírozzák.